# Campeonato Europeu Júnior de Natação de 2012
O Campeonato Europeu Júnior de Natação de 2012 foi a 39ª edição do evento organizado pela Liga Europeia de Natação (LEN). A competição foi realizada entre os dias 4 e 8 de julho de 2012 em Antuérpia na Bélgica. Teve como destaque a Rússia com 12 medalhas de ouro. 

## Medalhistas
Os resultados foram os seguintes. 

### Masculino
| Evento          | Ouro                                                                                   | Ouro     | Prata                                                                             | Prata    | Bronze                                                                                | Bronze   |
| 50 m Livre      | Alemanha · Maximilian Oswald                                                           | 22.28    | Ucrânia · Volodymyr Suschyk                                                       | 22.60    | Ucrânia · Bogdan Plavin                                                               | 22.63    |
| 100 m Livre     | Alemanha · Maximilian Oswald                                                           | 49.68    | Rússia · Stepan Surkov                                                            | 50.27    | Suécia · Oscar Ekstroem                                                               | 50.35    |
| 200 m Livre     | Itália · Riccardo Maestri                                                              | 1:48.62  | Alemanha · Maximilian Oswald                                                      | 1:49.55  | Áustria · Christian Scherübl                                                          | 1:49.67  |
| 400 m Livre     | Itália · Gabriele Detti                                                                | 3:49.67  | Reino Unido · Matthew Johnson                                                     | 3:51.04  | Reino Unido · James Guy                                                               | 3:51.84  |
| 800 m Livre     | Alemanha · Rob Muffels                                                                 | 7:59.43  | Espanha · Antonio Arroyo Perez                                                    | 8:01.65  | Polónia · Marcin Kaczmarski                                                           | 8:02.13  |
| 1500 m Livre    | Itália · Gabriele Detti                                                                | 15:11.41 | Alemanha · Rob Muffels                                                            | 15:18.82 | Espanha · Antonio Arroyo Perez                                                        | 15:21.89 |
| 50 m Costas     | Itália · Niccolò Bonacchi                                                              | 25.46    | Israel · Tomer Zamir                                                              | 25.76    | Bielorrússia · Viktar Staselovich Rússia · Nikita Ulyanov                             | 25.88    |
| 100 m Costas    | Rússia · Andrei Shabasov                                                               | 55.24    | Itália · Fabio Laugeni                                                            | 55.31    | Itália · Niccolo' Bonacchi                                                            | 55.63    |
| 200 m Costas    | Reino Unido · Joseph Patching                                                          | 1:59.45  | Itália · Luca Mencarini                                                           | 1:59.66  | Lituânia · Danas Rapšys                                                               | 2:00.12  |
| 50 m Peito      | Rússia · Oleg Utekhin                                                                  | 27.57    | Reino Unido · Ross Murdoch                                                        | 28.09    | Suécia · Johannes Skagius                                                             | 28.41    |
| 100 m Peito     | Moldávia · Danila Artiomov                                                             | 1:01.60  | Suécia · Johannes Skagius                                                         | 1:01.61  | Reino Unido · Craig Benson                                                            | 1:01.64  |
| 200 m Peito     | Rússia · Marat Amaltdinov                                                              | 2:13.15  | Reino Unido · Ross Murdoch                                                        | 2:14.53  | Geórgia · Bolkvadze Irakli                                                            | 2:15.46  |
| 50 m Borboleta  | Croácia · Mihael Vukic                                                                 | 23.96    | Reino Unido · Benjamin Proud                                                      | 24.11    | Alemanha · Maximilian Oswald                                                          | 24.21    |
| 100 m Borboleta | Grécia · Andreas Vazaios                                                               | 53.43    | Polónia · Michal Poprawa                                                          | 53.48    | Espanha · Albert Puig Garrich                                                         | 53.77    |
| 200 m Borboleta | Reino Unido · Matthew Johnson                                                          | 1:58.50  | Rússia · Andrey Tambovskiy                                                        | 1:59.25  | Alemanha · Tobias Zajusch                                                             | 1:58.78  |
| 200 m Medley    | Espanha · Albert Puig Garrich                                                          | 2:00.95  | Grécia · Andreas Vazaios                                                          | 2:01.73  | Alemanha · Phillipp Forster                                                           | 2:01.94  |
| 400 m Medley    | Reino Unido · Matthew Johnson                                                          | 4:17.26  | Alemanha · Kevin Wedel                                                            | 4:21.50  | Rússia · Semen Makovich                                                               | 4:21.86  |
| 4x100 m Livre   | Rússia · Alexey Amosov · Stepan Surkov · Maksim Startcev · Aleksandr Popkov            | 3:20.82  | Alemanha · Tim-Thorben Suck · Tony Fitterer · Noel Gogler · Maximilian Oswald     | 3:21.18  | Polónia · Daniel Rzadkowski · Filip Bujoczek · Sebastian Szczepanski · Michal Poprawa | 3:21.96  |
| 4x200 m Livre   | Itália · Andrea Mitchell D'Arrigo · Gabriele Detti · Damiano Corapi · Riccardo Maestri | 7:19.56  | Alemanha · Poul Zellmann · Tim-Thorben Suck · Maximilian Oswald · Jacob Heidtmann | 7:23.19  | Rússia · Maksim Startcev · Alexander Dudik · Stepan Surkov · Aleksandr Popkov         | 7:23.79  |
| 4x100 m Medley  | Itália · Fabio Laugeni · Francesco Giordano · Andrea Bazzoli · Giacomo Ferri           | 3:41.36  | Rússia · Andrei Shabasov · Aleksandr Popkov · Vsevolod Zanko · Stepan Surkov      | 3:41.49  | Reino Unido · Joseph Patching · Sam Horrocks · Craig Benson · Leo Jaggs               | 3:42.84  |

### Feminino
| Evento          | Ouro                                                                                       | Ouro     | Prata                                                                              | Prata    | Bronze                                                                                            | Bronze   |
| 50 m Livre      | Alemanha · Anna-Stephanie Dietterle                                                        | 25.40    | Rússia · Rozaliya Nasretdinova                                                     | 25.65    | Eslovênia · Nastja Govejsek                                                                       | 25.68    |
| 100 m Livre     | Rússia · Mariya Baklakova                                                                  | 55.08    | Alemanha · Anna-Stephanie Dietterle                                                | 55.42    | Reino Unido · Amelia Maughan                                                                      | 55.64    |
| 200 m Livre     | Rússia · Mariya Baklakova                                                                  | 1:58.59  | Itália · Diletta Carli                                                             | 1:59.75  | Dinamarca · Mie Nielsen                                                                           | 1:59.91  |
| 400 m Livre     | Itália · Diletta Carli                                                                     | 4:09.36  | Rússia · Ksenia Yuskova                                                            | 4:12.28  | França · Camille Gheorghiu                                                                        | 4:12.64  |
| 800 m Livre     | Espanha · María Vilas Vidal                                                                | 8:42.41  | Hungria · Nikoletta Kiss                                                           | 8:43.03  | Hungria · Flora Sibalin                                                                           | 8:45.00  |
| 1500 m Livre    | Alemanha · Leonie Antonia Beck                                                             | 16:29.12 | Alemanha · Lena-Sophie Bermel                                                      | 16:32.67 | Espanha · María Vilas Vidal                                                                       | 16:37.25 |
| 50 m Costas     | Dinamarca · Mie Nielsen                                                                    | 28.51    | Alemanha · Anna-Stephanie Dietterle                                                | 28.73    | Reino Unido · Jessica Fullalove                                                                   | 28.99    |
| 100 m Costas    | Dinamarca · Mie Nielsen                                                                    | 1:00.87  | Reino Unido · Jessica Fullalove                                                    | 1:01.72  | Itália · Ambra Esposito                                                                           | 1:02.57  |
| 200 m Costas    | Rússia · Iuliia Larina                                                                     | 2:11.07  | Ucrânia · Iryna Glavnyk                                                            | 2:12.87  | Itália · Ambra Esposito                                                                           | 2:14.45  |
| 50 m Peito      | Alemanha · Margarethe Hummel                                                               | 31.55    | Reino Unido · Sophie Taylor                                                        | 31.76    | Hungria · Anna Sztankovics                                                                        | 31.98    |
| 100 m Peito     | Hungria · Anna Sztankovics                                                                 | 2:08.43  | Alemanha · Margarethe Hummel                                                       | 1:09.33  | Alemanha · Julia Willers                                                                          | 1:10.02  |
| 200 m Peito     | Reino Unido · Molly Renshaw                                                                | 2:27.66  | Hungria · Anna Sztankovics                                                         | 2:28.63  | Reino Unido · Sophie Taylor                                                                       | 2:29.55  |
| 50 m Borboleta  | Suécia · Louise Hansson                                                                    | 26.53    | Rússia · Svetlana Chimrova                                                         | 26.62    | Alemanha · Elena Czeschner                                                                        | 27.14    |
| 100 m Borboleta | Rússia · Svetlana Chimrova                                                                 | 59.07    | Hungria · Liliana Szilágyi                                                         | 59.91    | Dinamarca · Christina Munkholm                                                                    | 1:00.24  |
| 200 m Borboleta | Hungria · Liliana Szilagyi                                                                 | 2:10.53  | Alemanha · Elena Czeschner                                                         | 2:12.10  | Alemanha · Rosalie Kaethner                                                                       | 2:14.45  |
| 200 m Medley    | Hungria · Dalma Sebestyen                                                                  | 2:16.09  | Ucrânia · Iryna Glavnyk                                                            | 2:17.06  | Hungria · Reka Gyorgy                                                                             | 2:17.20  |
| 400 m Medley    | Rússia · Iuliia Larina                                                                     | 4:44.70  | Espanha · María Vilas Vidal                                                        | 4:45.48  | Reino Unido · Chloe Tutton                                                                        | 4:48.47  |
| 4x100 m Livre   | Rússia · Mariya Baklakova · Rozaliya Nasretdinova · Valeriya Kolotushkina · Ksenia Yuskova | 3:43.12  | Reino Unido · Grace Vertigans · Harriet Cooper · Chloe Tutton · Amelia Maughan     | 3:45.18  | Países Baixos · Amy de Langen · Rosa Veerman · Denise van Ark · Esmee Vermeulen                   | 3:45.51  |
| 4x200 m Livre   | Rússia · Mariya Baklakova · Ksenia Yuskova · Anastasia Guzhenkova · Valeriya Kolotushkina  | 8:06.85  | Itália · Diletta Carli · Miriana Durante · Gioelemaria Origlia · Francesca Annis   | 8:11.56  | Espanha · Marta Ruiz Dominguez · Fatima Gallardo Carapeto · María Vilas Vidal · Irene Andrea Lope | 8:11.94  |
| 4x100 m Medley  | Rússia · Iuliia Larina · Valeriya Kolotushkina · Anna Belousova · Mariya Baklakova         | 4:07.61  | Reino Unido · Jessica Fullalove · Grace Vertigans · Sophie Taylor · Harriet Cooper | 4:08.40  | Alemanha · Selina Hocke · Elena Czeschner · Margarethe Hummel · Anna-Stephanie Dietterle          | 4:08.80  |

## Quadro de medalhas
| Ordem | País          | Medalha de ouro | Medalha de prata | Medalha de bronze | Total |
| ----- | ------------- | --------------- | ---------------- | ----------------- | ----- |
| 1     | Rússia        | 12              | 6                | 3                 | 21    |
| 2     | Itália        | 7               | 4                | 3                 | 14    |
| 3     | Alemanha      | 6               | 10               | 7                 | 23    |
| 4     | Reino Unido   | 4               | 8                | 7                 | 19    |
| 5     | Hungria       | 3               | 3                | 3                 | 9     |
| 6     | Espanha       | 2               | 2                | 4                 | 8     |
| 7     | Dinamarca     | 2               | 0                | 2                 | 4     |
| 8     | Suécia        | 1               | 1                | 2                 | 4     |
| 9     | Grécia        | 1               | 1                | 0                 | 2     |
| 10    | Croácia       | 1               | 0                | 0                 | 1     |
| 10    | Moldávia      | 1               | 0                | 0                 | 0     |
| 12    | Ucrânia       | 0               | 3                | 1                 | 4     |
| 13    | Polónia       | 0               | 1                | 2                 | 3     |
| 14    | Israel        | 0               | 1                | 0                 | 1     |
| 15    | Áustria       | 0               | 0                | 1                 | 1     |
| 15    | Bielorrússia  | 0               | 0                | 1                 | 1     |
| 15    | França        | 0               | 0                | 1                 | 1     |
| 15    | Geórgia       | 0               | 0                | 1                 | 1     |
| 15    | Lituânia      | 0               | 0                | 1                 | 1     |
| 15    | Países Baixos | 0               | 0                | 1                 | 1     |
| 15    | Eslovênia     | 0               | 0                | 1                 | 1     |
| Total | Total         | 40              | 40               | 41                | 121   |

Legenda
| Recorde mundial       | Recorde mundial (World record)               |                       | Recorde africano                      | Recorde africano (African) |                                           | Q | Classificado por posição (Qualified) |
| Recorde do campeonato | Recorde do campeonato (Championship record)  | Recorde da América    | Recorde da América (Americas)         | q                          | Classificado por melhor tempo (Qualified) |   |                                      |
| Melhor marca do ano   | Melhor marca do ano (World leading)          | Recorde asiático      | Recorde asiático (Asian)              | DNS                        | Não largou (Did not start)                |   |                                      |
| Recorde nacional      | Recorde nacional (National record)           | Recorde europeu       | Recorde europeu (European)            | DNF                        | Não terminou (Did not finish)             |   |                                      |
| Recorde pessoal       | Recorde pessoal do atleta (Personal best)    | Recorde da Oceania    | Recorde da Oceania (Oceania)          | DSQ / DQ                   | Desclassificado (Disqualified)            |   |                                      |
| Recorde da temporada  | Recorde da temporada do atleta (Season best) | Recorde sul-americano | Recorde sul-americano (South America) | NM                         | Sem marca (No mark)                       |   |                                      |